# The Joke on the Joker
The Joke on the Joker est un film américain de comédie réalisé par Mack Sennett, sorti en 1912.

## Fiche technique
- Réalisation : Mack Sennett
- Date de sortie : 4 janvier 1912

## Distribution
- Fred Mace
- Mabel Normand
- Joseph Graybill